# Јоаким Јохансон
Јоаким Јохансон (швед. Joachim Johansson; рођен 1. јула 1982. године у Лунду, Шведска) је бивши шведски тенисер. Најбољи пласман на АТП листи му је девето место. Полуфиналиста је Отвореног првенства САД 2004. у појединачној конкуренцији.
Иако је због бројних повреда имао релативно кратку каријеру успио је да се пласира међу првих десет на АТП листи.
Од професионалног тениса се био опростио 2008, да би се на кратко вратио 2011. наступајући у Дејвис купу за репрезентацију Шведске.

## АТП финала

### Појединачно: 3 (3–0)
| Исход  | Година | Турнир  | Подлога | Противник     | Резултат    |
| Победа | 2004   | Мемфис  | тврда   | Николас Кифер | 7–6(5), 6–3 |
| Победа | 2005   | Аделејд | тврда   | Тејлор Дент   | 7–5, 6–3    |
| Победа | 2005   | Марсељ  | тврда   | Иван Љубичић  | 7–5, 6–4    |

### Парови: 2 (1–1)
| Исход  | Година | Турнир | Подлога | Партнер        | Противник                       | Резултат         |
| Пораз  | 2005   | Хале   | трава   | Марат Сафин    | Ив Алегро Роџер Федерер         | 5–7, 7–6(6), 3–6 |
| Победа | 2005   | Бастад | шљака   | Јонас Бјеркман | Хосе Акасусо Себастијан Пријето | 6–2, 6–3         |